# Brodníci
Brodníci (rusky Бродники, ukrajinsky Бродники) byli kmen neznámého a dosud sporného původu usazený na území dnešního jihozápadního Moldavska v období středověku. O kmeni není známo prakticky nic bližšího a dochovalo se o něm jen několik zpráv. Jisté je, že jejich kmenové území tvořilo spojnici mezi horskými průsmyky v Karpatech a ústím Dunaje, která měla velký hospodářský význam a představovala přístup ke koloniím Janova. Brodníci sloužili jako průvodci nájezdním Kumánům přes horské průsmyky a brodili se přes Dunaj, proto se o nich píše jako o „Brodnících”. Původ, stejně jako jejich osud, je neznámý, ale vzhledem k jejich geografickému rozšíření byli nejspíše totožní s Valachy. V roce 1114 se Anna Komnenovna zmiňuje o Valaších jako o „mužích brodů”.

## Původ názvu
Jméno Brodníků odpovídající slovanskému výrazu pro brod může odkazovat na jejich slovanský původ. Podle jiné teorie může jméno souviset se slovanským бродить (bloudit), což by odkazovalo na kočovný způsob života. Vyloučen však není ani částečně slovanský a smíšený původ kmene, kdy se uvažuje o rumunsko-slovanské nebo turko-slovanské etnicitě.

## Kontakty s Brodníky v datech
- Runový zápis z 11. století, nalezený na ostrově Gotland, zaznamenává vraždu skandinávského cestovatele Rothfose, spáchanou „Blakumenmi“, když cestoval do Konstantinopole. Byl zavražděný za bílého dne na hranicích mezi Haličí a Moldávií.
- Roku 1095 jejich náčelník jménem Budila „přišel varovat císaře Alexia do jeho tábora v Anchialu” uvádí Anna Komnenovna.
- Roku 1114 se Anna Komnenovna zmiňuje o „mužích brodů”, kteří křižovali a brodili se přes Dunaj jako průvodci nájezdních Kumánů.
- Roku 1216 vstupují do služeb Vladimirsko-suzdalského knížectví.
- Roku 1222 uherský král Ondřej II. věnoval německým rytířům zemi Burzenland a vymezil jí zemí Brodníků.
- Během mongolského vpádu do Ruska se Brodníci pod vedením vojvody jménem Ploscânea přidali ke koalici Rusů a Kumánů, avšak v kritickou chvíli ji zradili a v bitvě na řece Kalce 31. května 1223 pomohli Mongolům k vítězství nad Rusy a Kumány. Událost zaznamenala Novgorodská první kronika.
- Roku 1227 papež Řehoř IX. píše biskupu z Ostřihomi pokyn k christianizaci země „in Cumania et Bordinia terra illis vicina“.
- Roku 1238 se uherský král Béla IV. tituluje mimo jiné jako král „...Ruthenorum, Cumanorum, Brodnicorum“, tj. ruský, kumánský a brodnický.
- Roku 1250 uherský král Béla IV. zasílá list papeži Inocencovi IV., v němž ho informuje o tom, že Tataři uvalili povinnost placením tributu zemím sousedícím s jeho královstvím: „que ex parte Orientis cum regno nostro conterminantur, sicut Ruscia, Cumania, Brodnici, Bulgaria“.